# Edmundsina
Edmundsina is een geslacht van weekdieren uit de klasse van de Gastropoda (slakken).

## Soorten
- Edmundsina lazaroi Moro, Ortea & Bacallado, 2015
- Edmundsina prieta (Ortea, Moro & Espinosa, 2007)
- Edmundsina takoradiensis Ortea, 2013